# Zorgprogramma
Een zorgprogramma is in België een gecoördineerd pakket van zorg dat een ziekenhuis aanbiedt aan een specifieke patiëntencategorie. In een zorgprogramma worden meestal verschillende ziekenhuisfuncties, diensten en afdelingen betrokken om een geïntegreerd zorgpakket te bekomen.
Anno 2017 kunnen ziekenhuizen erkend zijn voor de volgende zorgprogramma's:
- Zorgprogramma reproductieve geneeskunde A en B
- Zorgprogramma cardiale pathologie A, B1-B2-B3, C, E, P en T
- Zorgprogramma oncologie
- Zorgprogramma oncologische basiszorg
- Satellietzorgprogramma voor borstkanker
- Gespecialiseerd oncologisch zorgprogramma voor borstkanker
- Coördinerend gespecialiseerd oncologisch zorgprogramma voor borstkanker
- Zorgprogramma voor de geriatrische patiënt
- Basiszorgprogramma voor kinderen
- Gespecialiseerd zorgprogramma voor kinderen
- Tertiair zorgprogramma voor kinderen
- Satellietzorgprogramma voor pediatrische hemato-oncologie
- Gespecialiseerd zorgprogramma voor pediatrische hemato-oncologie
- Basiszorgprogramma acute beroertezorg
- Gespecialiseerd zorgprogramma acute beroertezorg met invasieve procedures